# Liste des présidents du Paris Saint-Germain
Cette liste présente les différents présidents du Paris Saint-Germain.
Pierre-Étienne Guyot (1970-1971) a été le premier président du Paris Saint-Germain. L'homme d'affaires Qatarien Nasser al-Khelaïfi, actuellement à la tête du PSG, est devenu le premier président étranger à la tête du club en 2011. Il est le président du PSG le plus titré devant Michel Denisot (huit trophées entre 1991 et 1998), avec 38 titres depuis son arrivée. Sous la direction d'Al-Khelaïfi, le club de la capitale a remporté une Ligue des champions, Supercoupe de l'UEFA, treize titres de Ligue 1, Seize Coupe de France, Neuf Coupe de la Ligue et treize Trophée des Champions. 

## Présidents

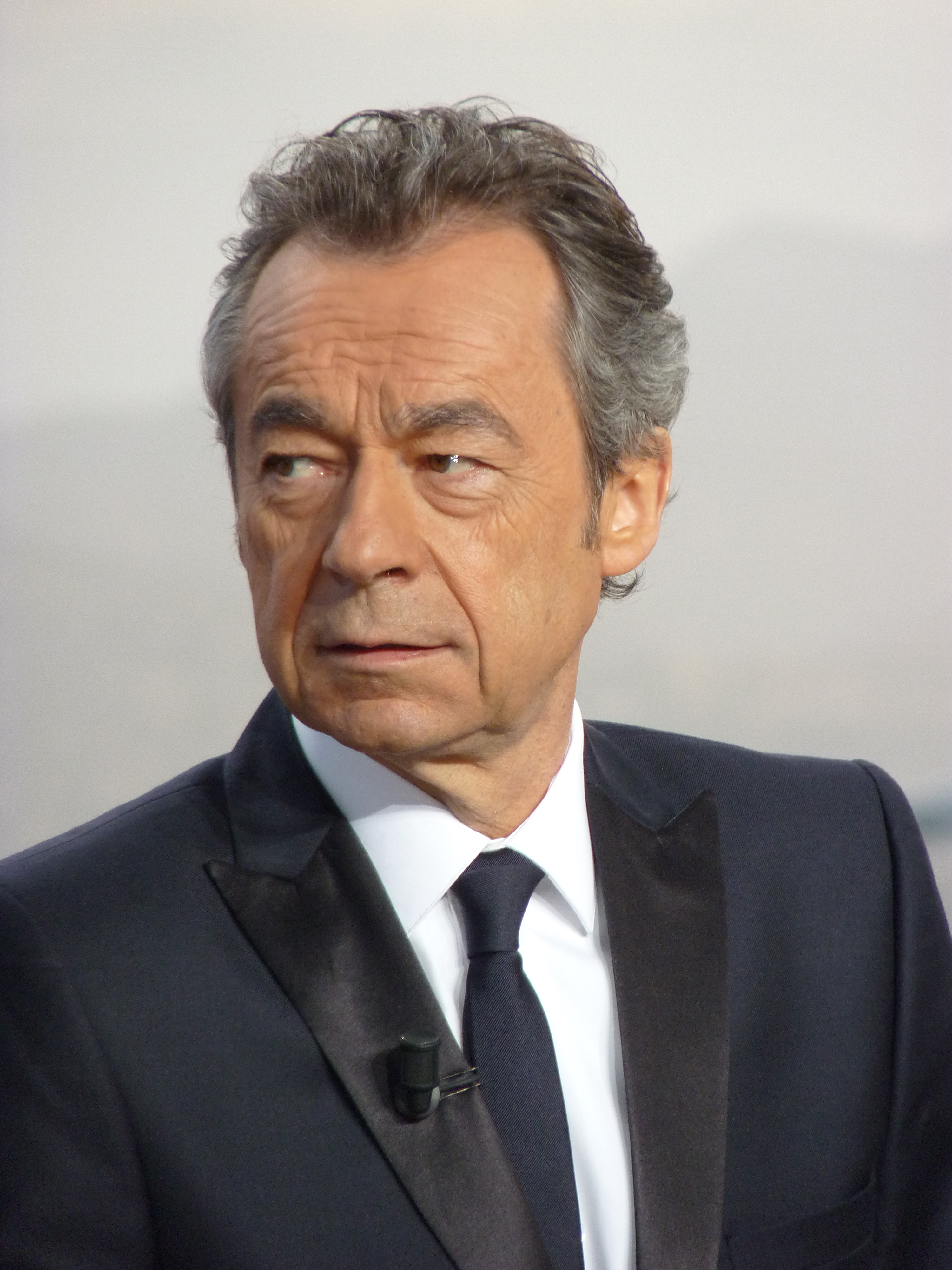
Michel Denisot

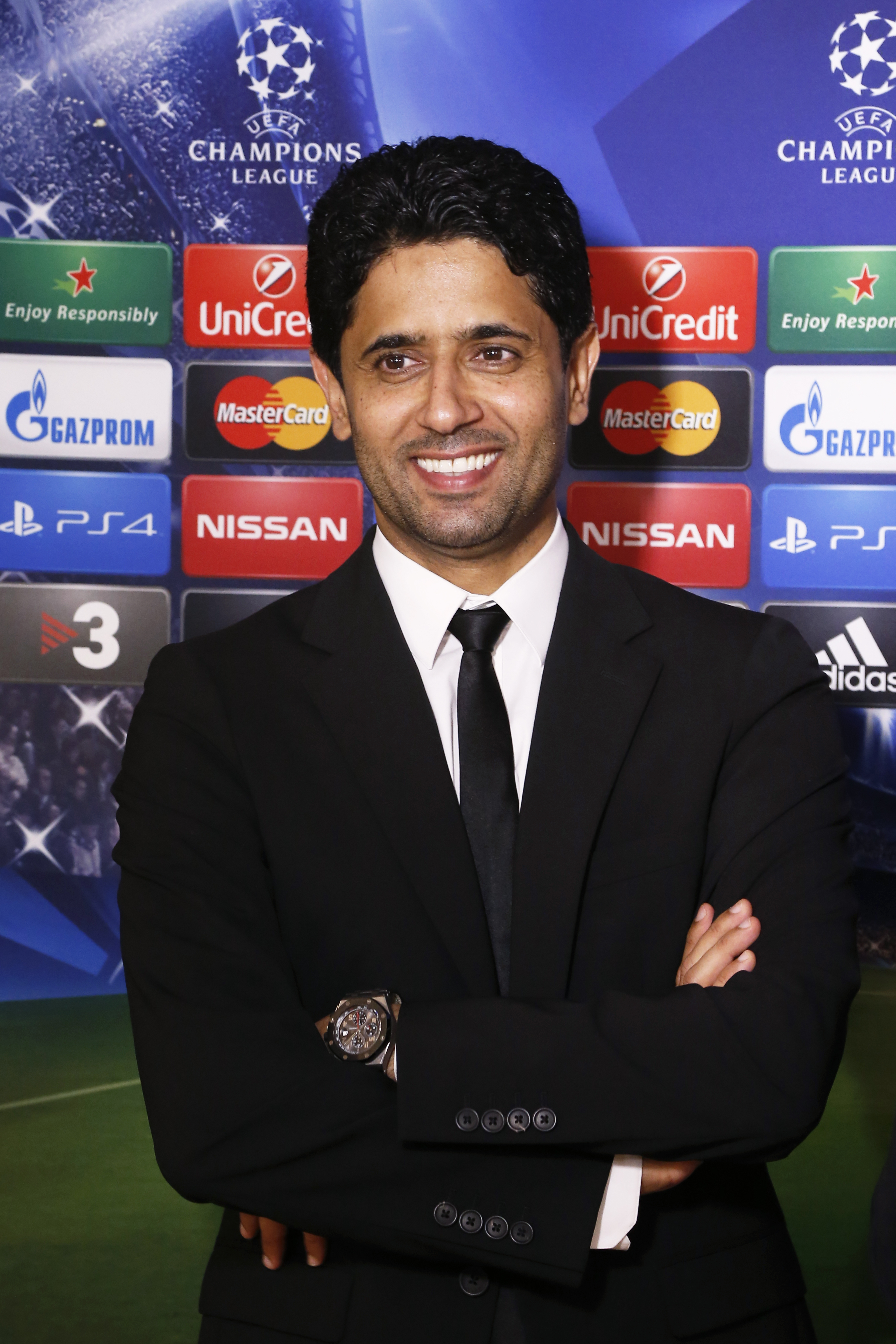
Nasser al-Khelaïfi

| #  | Président          | Période                            | Palmarès |   |                      |                            |           |
| -- | ------------------ | ---------------------------------- | --- | - | -------------------- | -------------------------- | --------- |
| #  | Président          | Période                            | Palmarès | 1 | Pierre-Étienne Guyot | 26 juin 1970 - 4 juin 1971 | 1 Ligue 2 |
| 2  | Guy Crescent       | 4 juin 1971 - 17 décembre 1971     | |   |                      |                            |           |
| 3  | Henri Patrelle     | 17 décembre 1971 - 9 juin 1974     | |   |                      |                            |           |
| 4  | Daniel Hechter     | 9 juin 1974 - 6 janvier 1978       | |   |                      |                            |           |
| 5  | Francis Borelli    | 9 janvier 1978 - 31 mai 1991       | 1 Ligue 1 2 Coupe de France                                                                                            |   |                      |                            |           |
| 6  | Michel Denisot     | 31 mai 1991 - 11 mai 1998          | 1 Coupe des vainqueurs de Coupe 1 Ligue 1 3 Coupe de France 2 Coupe de la Ligue 1 Trophée des Champions                |   |                      |                            |           |
| 7  | Charles Biétry     | 11 mai 1998 - 21 décembre 1998     | 1 Trophée des Champions                                                                                                |   |                      |                            |           |
| 8  | Laurent Perpère    | 22 décembre 1998 - 5 juin 2003     | 1 Coupe Intertoto |   |                      |                            |           |
| 9  | Francis Graille    | 5 juin 2003 - 2 mai 2005           | 1 Coupe de France |   |                      |                            |           |
| 10 | Pierre Blayau      | 2 mai 2005 - 20 juin 2006          | 1 Coupe de France |   |                      |                            |           |
| 11 | Alain Cayzac       | 20 juin 2006 - 21 avril 2008       | 1 Coupe de la Ligue |   |                      |                            |           |
| 12 | Simon Tahar        | 23 avril 2008 - 27 mai 2008        | |   |                      |                            |           |
| 13 | Charles Villeneuve | 27 mai 2008 - 3 février 2009       | |   |                      |                            |           |
| 14 | Sébastien Bazin    | 3 février 2009 - 9 septembre 2009  | |   |                      |                            |           |
| 15 | Robin Leproux      | 9 septembre 2009 - 13 juillet 2011 | 1 Coupe de France |   |                      |                            |           |
| 16 | Benoît Rousseau    | 13 juillet 2011 - 4 novembre 2011  | |   |                      |                            |           |
| 17 | Nasser al-Khelaïfi | depuis le 4 novembre 2011          | 1 Ligue des champions 1 Supercoupe de l'UEFA 11 Ligue 1 8 Coupe de France 6 Coupe de la Ligue 11 Trophée des Champions |   |                      |                            |           |